# Monti Dorati
I Monti Dorati (in polacco: Góry Złote; in lingua ceca: Rychlebské hory; in tedesco: Reichensteiner Gebirge, ) sono un gruppo montuoso che fa parte dei Sudeti Orientali; la sua dorsale principale funge da confine tra Polonia e Repubblica Ceca.
La denominazione dei monti in lingua polacca deriva dalla città di Złoty Stok (in tedesco: Reichenstein, in ceco: Rychleby), nel Voivodato della Bassa Slesia. Złoty Stok in lingua polacca significa pendio dorato.

## Topografia
I Monti Dorati si estendono in direzione nordovest-sudest. A nordovest si collegano ai Monti Bardzkie e ai Monti del Gufo, a est con i Monti Opawskie. A sudest confinano con i Hrubý Jeseník, a sudovest con i Gory Bialskie. A nord e a est si apre la pianura della Slesia con l'ampia valle  del fiume Nysa Kłodzka e dei suoi affluenti. La parte ceca della catena montuosa è recentemente diventata parte della microregione di Rychleby.
La montagna più alta è il monte Smrk (in tedesco: Ficht) con 1125 metri di altezza, situato all'estremità meridionale della catena montuosa, nella Repubblica Ceca che fa anche da confine di stato con la Polonia. Il monte Postawna (1124 m), situato 2 km a sudovest, è la cima più alta dei Gory Bialskie.
La maggior parte delle montagne è costituita da boschi di conifere, in alcuni punti è possibile trovare anche boschi di faggi. Nella regione si trovano anche cinghiali e cervi.